# Палма Соријано
Палма Соријано (шп. Palma Soriano) је град на Куби у покрајини Santiago de Cuba. Према процени из 2011. у граду је живело 77.215 становника.

## Становништво
Према процени, у граду је 2011. живело 77.215 становника.
| 1991.  | 2011.  |
| ------ | ------ |
| 80.849 | 77.215 |